# Helmut Kelleners
Helmut Kelleners (Moers, 29 dicembre 1939) è un ex pilota automobilistico tedesco.

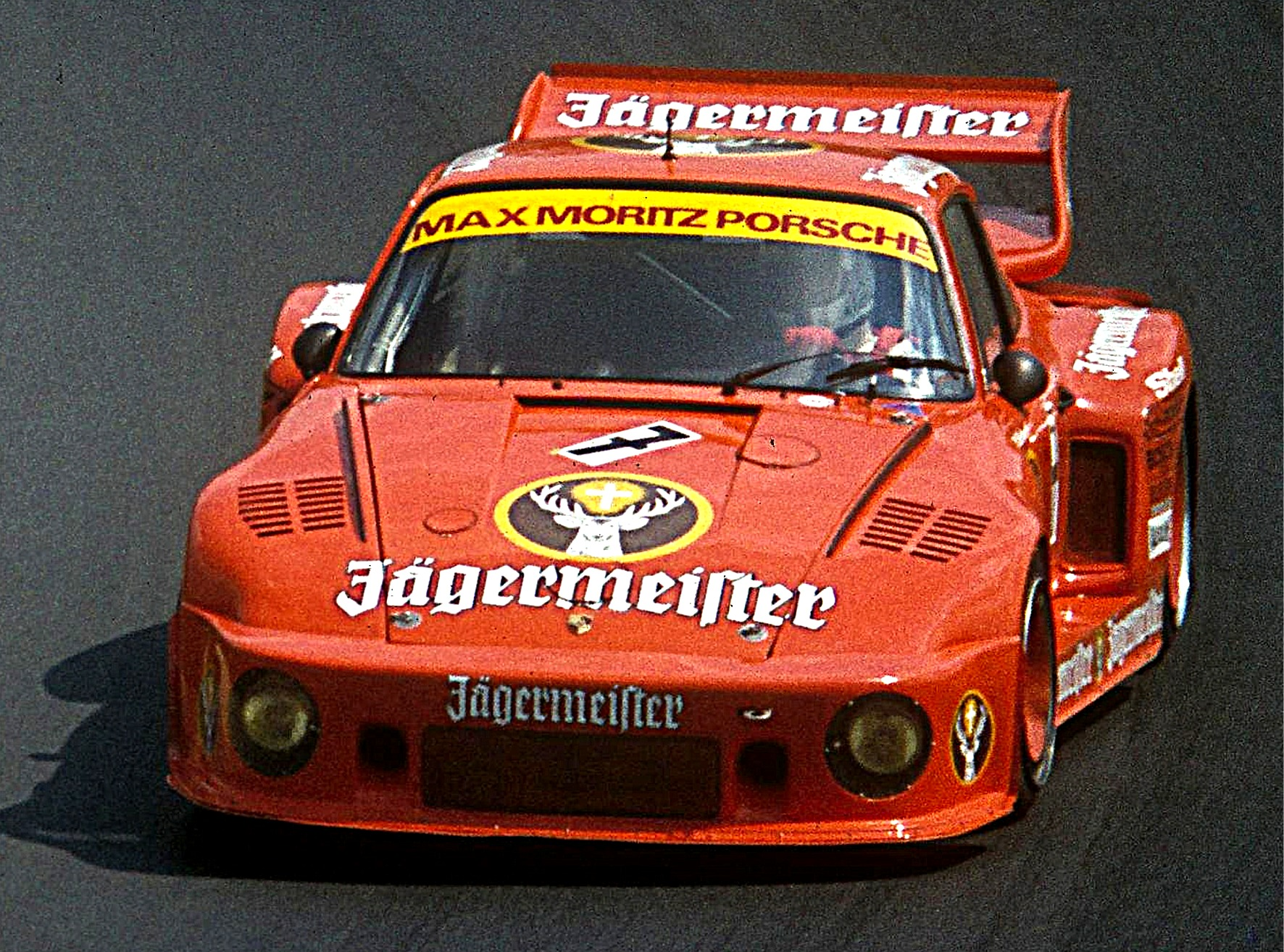
Kelleners nel 1973 al Nürburgring su una Porsche 935

Ha vinto il Campionato europeo turismo  nel 1980 su una BMW 320 e nel 1981 su una BMW 635CSi; ha vinto la 24 Ore di Spa 24 negli anni 1968 e 1970 e la 24 ore del Nürburgring nel 1972.
Suo figlio, Ralf Kelleners, è anch'egli un pilota automobilistico.